# Carlos Sánchez Martín
Carlos Sánchez Martín (Montcada i Reixac, 1980) és un polític català, diputat al Parlament de Catalunya en la XI Legislatura.

## Biografia
Des del 2000 resideix a la província de Tarragona i des de 2005 pertany a les Forces i Cossos de Seguretat de l'Estat. Actualment és funcionari de l'ajuntament de Cambrils. Ha estat elegit diputat per Ciutadans - Partit de la Ciutadania a les eleccions al Parlament de Catalunya de 2015 i a les de 2017.